# Протекторат Уоллис и Футуна
Протекторат Уоллис и Футуна — французский протекторат, существовавший с 5 марта 1888 года по 29 июля 1961 года на островах Уоллис, Футуна и Алофи в Тихом океане. Его возглавлял присланный Францией резидент, который проживал на Уоллисе. Французская администрация должна иметь дело с обычной властью (Лавелуа в Уоллисе, короли в Футуне и их вожди), а также с могущественной католической церковью во главе с епископом. Протекторат закончил своё существование в 1961 году, когда Уоллиси Футуна стали заморской территорией.

## Происхождение

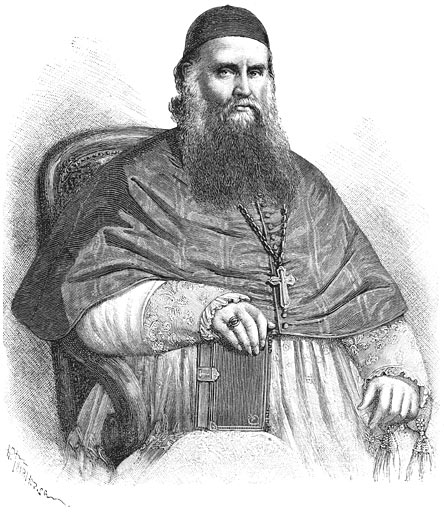
Епископ Пьер Батайон установил настоящую теократию на острове Уоллис, приняв христианство в 1842 году. Он убедил королеву Амелию Токагахахау попросить протекторат у Франции.

С приходом отцов-маристов в 1837 году в Уоллис и Футуна, миссионеры понимают интерес официальной защиты Франции на островах, которые они обратили в католичество. Действительно, в конце девятнадцатого века соперничество между католиками и протестантами было сильным. Как подытожил Жан-Клод Ру, «за миссионерской ширмой давно собиралась разыграться тонкая партия между моряками, консулами, колонистами, торговцами, за контроль над архипелагами южной части Тихого океана». Речь идет также о противодействии влиянию Тонго, недавно обращенных в методизм и желающих распространить свою религию на Уоллис.
Под влиянием отцов-маристов правитель Уоллис впервые обратился с просьбой о протекторате к Франции в феврале 1842 года, а затем в октябре того же года, обращаясь к различным капитанам кораблей, причаливших к Уоллису. По мнению Жан-Клода Ру, «необходимость защиты маристских миссионеров заставила французский флот де-факто присвоить себе право смотреть на дела Уоллиса и Футуны». Французский флот в то время стремился увеличить порты, куда могли заходить его корабли.
Но Франция изначально отказалась от этой просьбы о протекторате, так как разразился дипломатический кризис с Англией, так называемое «дело Притчарда», вокруг протектората, установленного на Таити: французские аннексии в Тихом океане останавливаются на некоторое время, чтобы успокоить англичан.

## Начало протектората (1887—1905 гг.)

### Создание

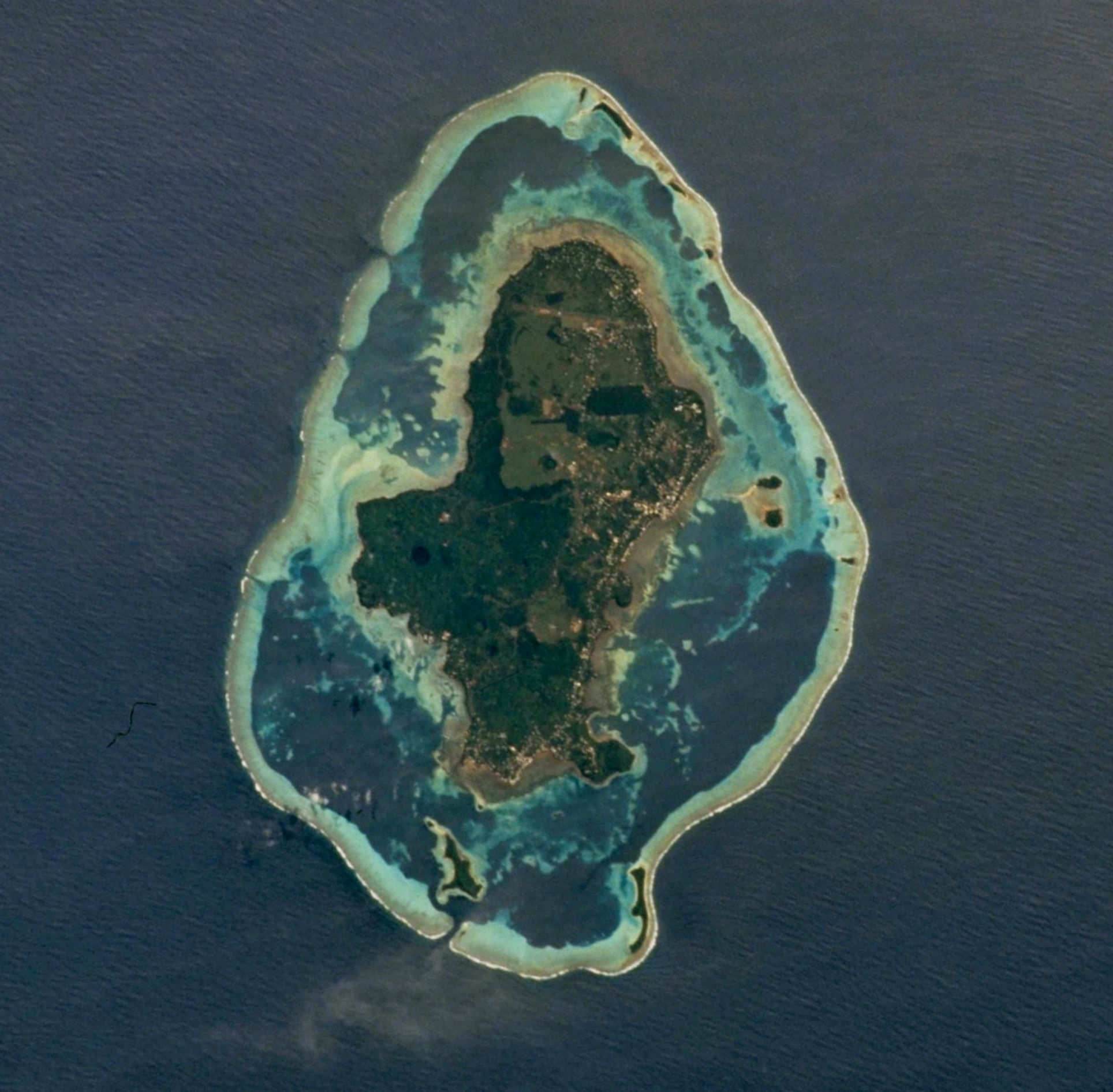
Спутниковый снимок Уоллиса (2001 г.).

В 1880-е годы меняется дипломатическая и стратегическая обстановка. После английской аннексии Фиджи в 1874 году, нарушившей шаткое равновесие между двумя нациями, французы также хотели бы утвердить свою позицию в далекой Океании. Уоллис и Футуна пользуется повышенным интересом в министерстве колоний, а тонгийские прицелы на Увеа все больше беспокоят уоллисцев. В 1881 и 1884 годах королева Уоллиса Амелия Токагахахау повторила свою просьбу о протекторате французским офицерам, которые останавливаются в Уоллисе. Только в 1886 году просьба о протекторате с Францией наконец увенчалась успехом, спустя пятьдесят лет после расселения отцов-маристов.
Королева Амелия Токагахахау подписала договор о протекторате, ратифицированный Францией 5 апреля 1887 года. 29 ноября того же года короли Сигава Анисэ Тамоле и Ало Малия Соане Мусуламу также просят присоединить их к Франции. 5 марта 1888 года подписан протекторат, объединяющий Уоллис и Футуна.
Правители Футуны и Уоллиса сохраняют всю свою обычную власть над своими подданными, так что это, строго говоря, не завоевание или колонизация. Первый житель Франции прибыл в Уоллис в 1886 году. Но для Жан-Клода Ру в 1900 году «Уоллис и Футуна уже не представляли никакой стратегической ценности». Лишь в конце 1890-х годов оба острова проявили небольшой экономический интерес к производству копры. По мнению Филихау Аси Талатини, «без католической миссии Франция не присутствовала бы на архипелаге».

### Администрация
Протекторатом управляет резидент. Он живёт в Уоллисе (вместе со своим канцлером) и посещает Футуну всего несколько дней в году, поэтому футунанцы более самостоятельны, но также более оставлены французской администрацией в случае необходимости. Эта ситуация продолжалась до 1960-х годов, когда администрация переехала в Футуну в 1959 году. В условиях соперничества между двумя королевствами Ало и Сигаве двадцать королей сменяют друг друга в Ало и тринадцать в Сигаве между 1900 и 1960 годами.
Католическое духовенство сильно обрамляет население. Монсеньору батальону удалось превратить Уоллис в настоящую островную теократию, и его власть оставалась очень значительной до его смерти в 1877 году. Религиозные праздники ритмичны по календарю, и участие в мессе обязательно. По словам Жан-Клода Ру, «[миссия] служит примером стабильности, близкой к фиксизму». В Уоллисе резидент должен иметь дело с обычной властью (Лавелуа и традиционными вождями), а также с епископом. Напряженность иногда бывает сильной, а политические кризисы многочисленны. До прихода резидента Виалы в 1905 году протекторат был довольно неустойчивым.

## Первые ординаторы (1906—1942)
В 1906 году соглашение, подписанное с Лавелуа, предусматривает, что резидент также является врачом, членом колониального медицинского корпуса. «В первой половине XX века врачи, назначенные на островах Уоллис (и Футуна), также были покровителями под именем врача-резидента. Они выполняли губернаторские функции с задачей поддержания общественного порядка и контроля за бюджетом, который они принимали или отказывали». Петр Илья Виала прибыл в 1905 году, за ним последовал Жан-Виктор Брохар (сын Виктора Брохара), который решительно выступает против католической миссии. Прибыв в августе 1909 года, Брохар должен был покинуть остров в апреле 1910 года, но благодаря поддержке Нумеа он смог вернуться на остров в 1912 году.

### Проект аннексии

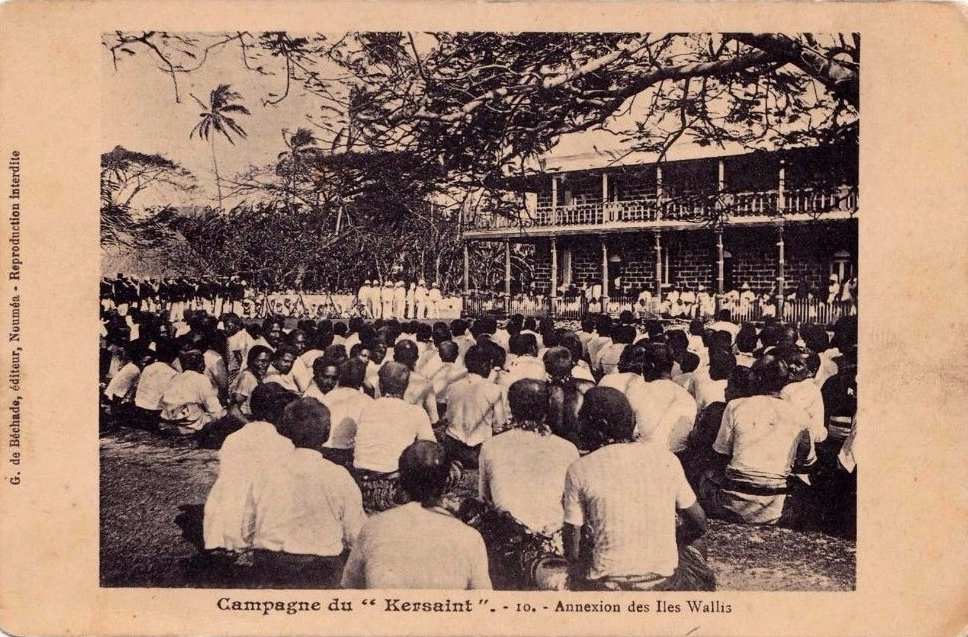
22 июня 1913 года офицеры французского крейсера Kersaint организовали церемонию " аннексии " островов Уоллис, подняв французский флаг перед королевским дворцом Увеа (фото) в Мата-Уту. Но эта аннексия будет отклонена Францией в 1924 году.

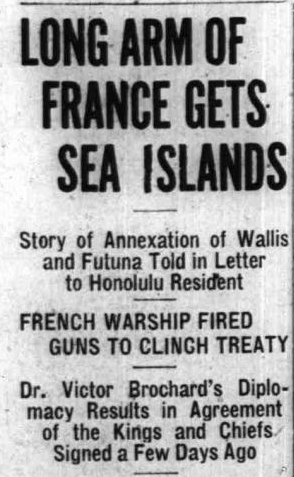
Эта статья Гонолулу Star-Advertiser обеспокоена предложенной аннексией Уоллис-и-Футуны Францией в 1913 году: «Франция протягивает руку к островам». Но аннексия осуществлена не будет.

19 мая 1910 года с Францией был подписан новый договор о протекторате. Текст, действовавший до 1961 года, ограничивает полномочия короля Уоллиса, поставленного в подчинение резиденту, и полномочия миссионеров. Этот новый договор 1910 года должен был подготовить к аннексии, официально запрошенной королем в 1913 году, под влиянием резидента Виктора Брохара, 22 июня 1913 года крейсер Kersaint причалил к Уоллису и провёл церемонию, где французский флаг поднят перед королевским дворцом. Это, несомненно, беспокоит англоязычные соседние страны. Аннексия становится во Франции законопроектом в 1917 году, за который проголосовала Палата депутатов в 1920 году, но в 1924 году она была окончательно отклонена сенатом.
После нескольких «катастрофических инициатив», резидент Брохар навсегда уезжает из Уоллиса и Футуны в 1914 году. В 1914—1926 годах нет врача-резидента.

### Ален Гербо в Уоллисе (1926 г.)
В 1926 году Ален Гербо потерпел крушение на рифе в Уоллисе. Оставаясь на острове некоторое время, чтобы починить свое судно, он интересуется местной политической жизнью и открыто критикует миссию и французскую администрацию. Это вызывает волнения среди местного населения, протестовавшего против короля Томаси Кулимоетоке I и резидента в декабре 1926 года. После этих событий пятеро главарей были судимы и сосланы в Нумею 11 марта 1927 года по просьбе резидента Барбье. Однако 31 августа 1927 года они были амнистированы и вернулись в Уоллис в мае 1929 года.

### Кризис копры
В начале 1930-х годов Уоллис и Футуна страдают от паразита, oryctes rhinoceros, который загрязняет кокосовые пальмы и приводит к краху производства копры, тогдашнего основного экспорта территории.

### «Царь Давид» (1933—1938 гг.)
Протекторат Уоллиса и Футуны был отмечен фигурой Жана Жозефа Давида. Этот военный врач прибыл в Увеа в 1933 году и возглавил протекторат. Это единственный поселенец на острове (за исключением пятнадцати миссионеров и двух торговцев). Он делает короткий переезд в Футуна, но в основном проживает в Уоллис. «Давид был не только врачом, но и резидентом, начальником работ, „мировым судьей, царём“; он создает новую больницу, школу, развивает спорт, чтобы работать над физическим улучшением [уоллисцев], которые он также стремится поставить на (принудительный) труд для развития острова». В 1934 году он построил первую государственную школу на острове, а в 1935 году больницу и родильный дом.
Он проводит большие работы: ремонт дорог (в частности, он создает дорогу от Муа до Хихифо), развитие кокосовых рощ, посадку новых культур, таких как маниока. Для этого он меняет систему коллективных работ, присутствующую в уоллисском обычае, фатогию. «По союзам с уоллисскими дворянами […], он сумел привести в действие систему обычных хлопот, которые он собирается первести на пользу […] развитию инфраструктуры острова, но доведя его до предела». Перед лицом своего авторитаризма его прозвали «Доктором мачете» или Леа Тахи (по-уоллисски тот, кто отдает приказы только один раз, которому следует подчиняться немедленно). Он также поддерживает сложные отношения с католической миссией.
Чтобы закрепить свою власть, резиденту Давиду удалось занять место царя (Лавелуа) на церемонии кавы, где ему врчучили первую чашу. После смерти предыдущего короля он получил почти обычный статус Лавелуа. Его брак с принцессой уоллисской позволил ему укрепить свою значимость в истории. Тогда народ стал называть его Тэ хау Тавите, (царем Давидом).
В 1939 году он опубликовал французское произведение на островах Уоллис и Футуна, где перечислил его действия и успехи. Однако в конце его пребывания среди уоллисского населения разразилась эпидемия брюшного тифа из-за недостаточного питания, вызванного работой.
После своего уоллисского периода Жан Жозеф Давид уезжает в Камерун, где он применяет аналогичные методы.

## Вторая мировая война
Во время Второй мировой войны, когда другие Французские территории в Тихом океане объединились со Свободной Францией в 1940 году, протекторат Уоллис и Футуна остался верен Виши. Действительно, монсеньор Понсе, епископ Уоллис и Футуна, являлясь убежденными антиреспубликанцеми и петейнистоми. Первое отвоевание было намечено генералом Де Голлем на февраль 1941 года, но в итоге было отменено. Перед «лицом» японского прорыва в Тихом океане, американцы хотели бы использовать остров для создания там своей военной базы. Генерал Де Голль, стремясь сохранить французский суверенитет, ведет переговоры о том, чтобы войска Свободной Франции первыми высадились в Уоллисе.
Будучи отрезанными от других французских территорий и прилегающих к ним островов (Фиджи, Самоа, Тонга) в руках союзников, Уоллис и Футуна в течение семнадцати месяцев находились в полной изоляции. Только в 1942 году экспедиционный корпус Свободной Франции захватил территорию и без всякого насилия арестовал резидента Леона Вриньо. На следующий день американские военные создают на острове военную базу; они остаются там до 1946 года.
Американское командование высадило на остров 2000 солдат, а в последующие два года их число достигло 6000 человек. В июне 1942 года на остров прибывают инженерные солдаты (seabees). Американцы строят обширную инфраструктуру: авиабазу в Хихифо для бомбардировщиков (которая стала аэродромом Хихифо) и ещё одну в Лавегахау, гидробазу на переднем крае Муа, порт в Гахи и госпиталь на 70 мест, а также прокладывают дороги. Они доставляют значительное количество вооружения, самолётов, танков и т. п.
Этот период имеет глубокие последствия для уоллисского общества: американские солдаты вводят много оборудования и строят инфраструктуру, которая даже сегодня оставила свой след. В результате, пишет Фридрих Англевьель, «возникает необычайное экономическое процветание, одновременно неожиданное, кратковременное и беспросветное. Настоящее потребительское безумие обрушивается на остров, несмотря на усилия по регулированию резиденции». Налоговые поступления протектората значительно увеличиваются за счет таможенных пошлин на американские товары. Присутствие американцев подрывает авторитет вождя и миссионеров. Действительно, простолюдины (Туа) быстро обогащаются, работая на американскую армию. В результате французская администрация вынуждена в 1943 году повысить надбавку вождей на 1000 %. Отцы-маристы пытаются контролировать нравы увейского населения, но между солдатами и населением начинаются романтические и сексуальные отношения.
В феврале 1944 года начался демонтаж, а затем эвакуация американских баз на Самоа и Уоллис. Солдаты покидают Увеа, в марте осталось только 300 солдат, и только двенадцать американцев в июне 1944 года. В апреле 1946 года последние американцы покинули острова. Бурный период богатства и расточительности прерывается так же жестоко, как и начался. Уоллисцы оказались перед лицом экономических трудностей: продовольственные культуры были заброшены, плантации кокосовой пальмы были заброшены из-за отсутствия экспорта копры, а домашняя птица находится под угрозой исчезновения. Даже лагуна была испорчена динамитным промыслом. Население должно вернуться к работе.
С другой стороны, Футуна не инвестируется американцами и остается в значительной степени в стороне от этих изменений.

## Заморская территория
После проведения референдума в 1959 году, в 1961 году Уоллис и Футуна становятся заморской территорией Франции, таким образом протекторат прекращает своё существование.